# 25th Street Elevated

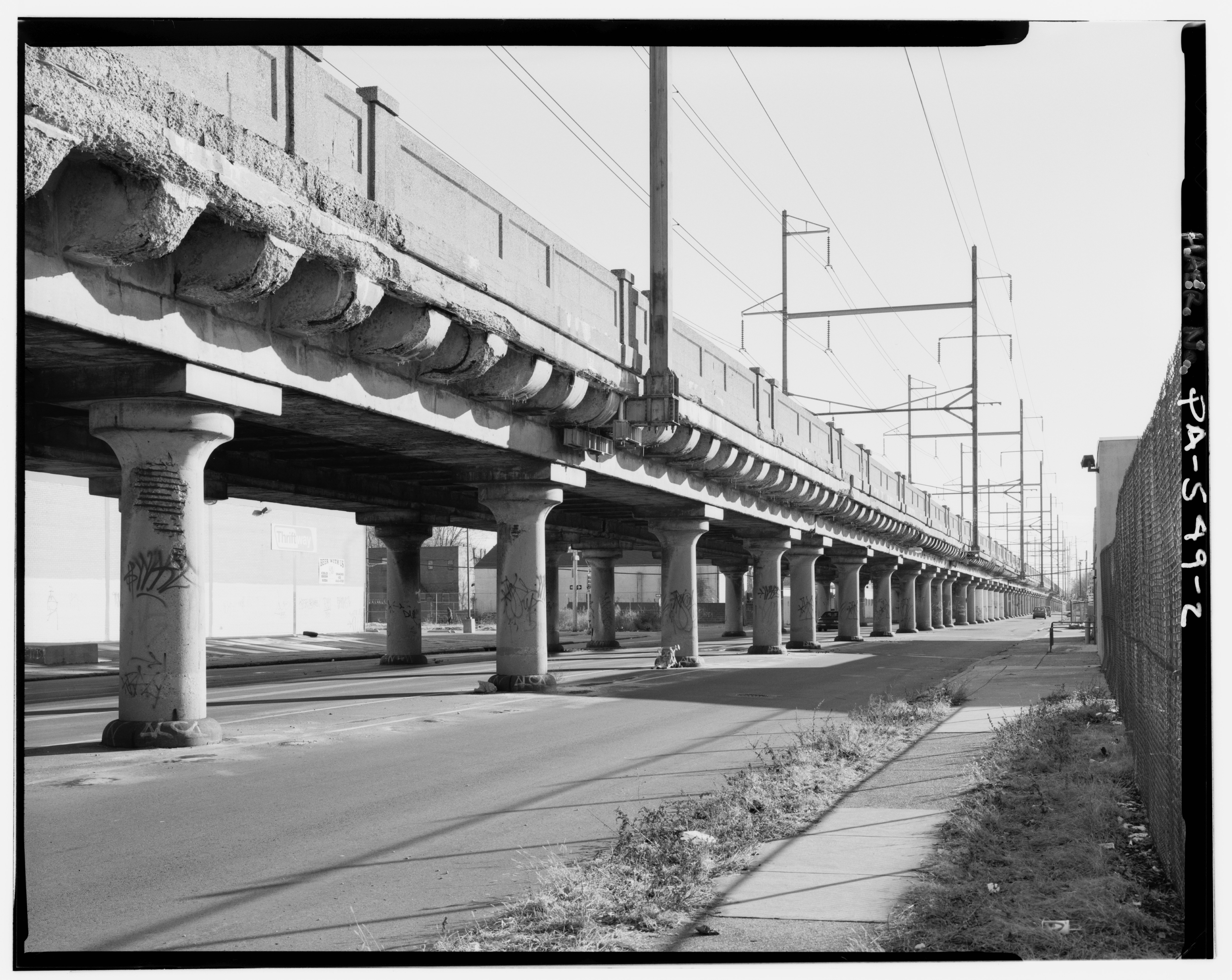
Die 25th Street Elevated

Die 25th Street Elevated (auch: 25th street bridge, deutsch: Hochbahn 25. Straße) ist eine Hochbahn im Südwesten von Philadelphia im US-Bundesstaat Pennsylvania. Das rund zwei Kilometer lange Bauwerk oberhalb der gleichnamigen Straße dient ausschließlich dem Güterverkehr und ist im Art-Déco-Stil errichtet.
Der Viadukt wurde in den Jahren 1926 bis 1928 von der Pennsylvania Railroad (PRR) als Teil eines unvollendeten Güterbahnrings errichtet und gehört heute zur Harrisburg Subdivision der Eisenbahngesellschaft CSX Transportation.

## Entstehung
In der zweiten Hälfte des 19. Jahrhunderts war Philadelphia von starkem Wachstum geprägt. Gleichzeitig wurde die Stadt von immer mehr Bahnstrecken durchzogen, die die jeweiligen Hauptstrecken der konkurrierenden Eisenbahngesellschaften Reading Railroad, Pennsylvania Railroad (PRR) und Baltimore and Ohio Railroad (B&O) mit zahlreichen Industrieanlagen im Stadtgebiet verbanden. Davon besonders betroffen war der Bereich zwischen der Washington Avenue und dem südlichen Stadtrand am Delaware-Ufer.
Somit erwuchs von Seiten der Lokalpolitik der Wunsch nach Konsolidierung dieser ziemlich unkoordiniert verlegten Bahngleise, die den Straßenverkehr und die Stadtentwicklung insgesamt behindern würden. Die Bahngesellschaften sollten sich im südlichen Teil der Stadt zukünftig auf eine einzige, ringförmige und kreuzungsfreie Güterbahn beschränken. Entsprechende Pläne verzögerten sich jedoch immer wieder wegen Geldmangels und Streitigkeiten hinsichtlich der Trassenführung.
Erst kurz vor dem Ersten Weltkrieg konnte mit dem südlichen Teil der erste Abschnitt dieser sogenannten Belt Line fertiggestellt werden. Der westliche Teil oberhalb der 25th Street wurde schließlich in Form der bestehenden Hochbahn in den Jahren 1926–1928 gebaut. Die anderen beiden Abschnitte wurden dagegen nicht mehr verwirklicht, darunter eine ähnliche Konstruktion entlang der Washington Avenue.

## Konstruktion und Erscheinungsbild

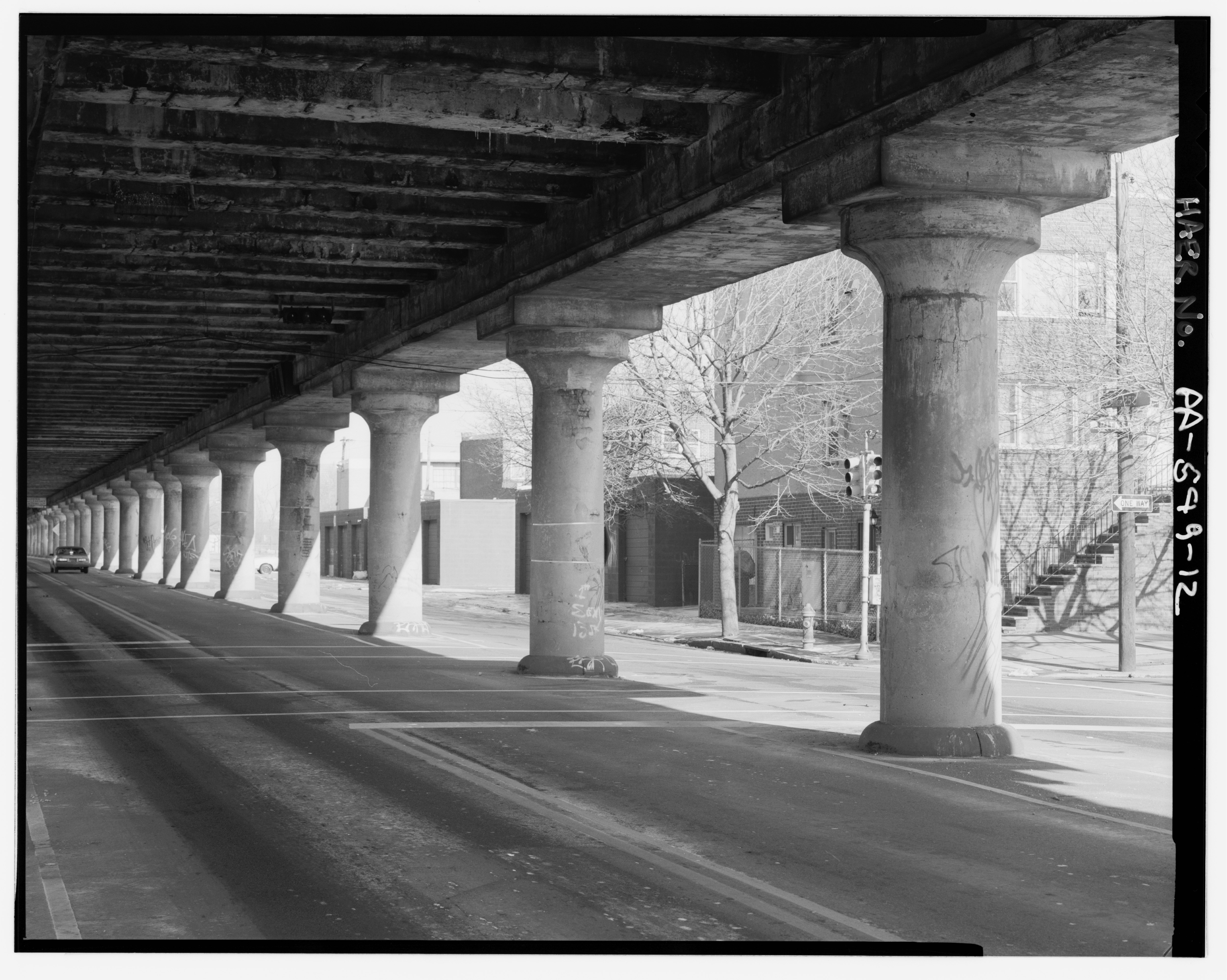
Ansicht des Tragwerks von unten

Die Hochbahn verläuft auf einer Länge von rund 2000 Metern in Süd-Nord-Richtung oberhalb der South 25th Street zwischen der Passyunk Avenue und der Washington Avenue. Sie steht auf zwei Reihen dorischer Säulen mit einer Höhe von 16"–6' (5,03 m), worauf jeweils ein 4"–4' (1,32 m) dicker Längsträger ruht. Darauf wiederum sind in gleichmäßigen, engen Abständen etwas niedrigere Querträger gesetzt. Diese reichen über die Längsträger hinaus bis unter die seitlichen Brüstungen. Die Säulen und Längsträger besitzen dabei einen Stahlkern, der mit Beton ummantelt ist, wohingegen die Querträger und Brüstungen aus echtem Stahlbeton bestehen.
Säulen, Träger und Brüstungen sind im Art-déco-Stil gehalten und repräsentieren damit einen Baustil, wie er für öffentliche Gebäude in Philadelphia zu Beginn des 20. Jahrhunderts typisch war.

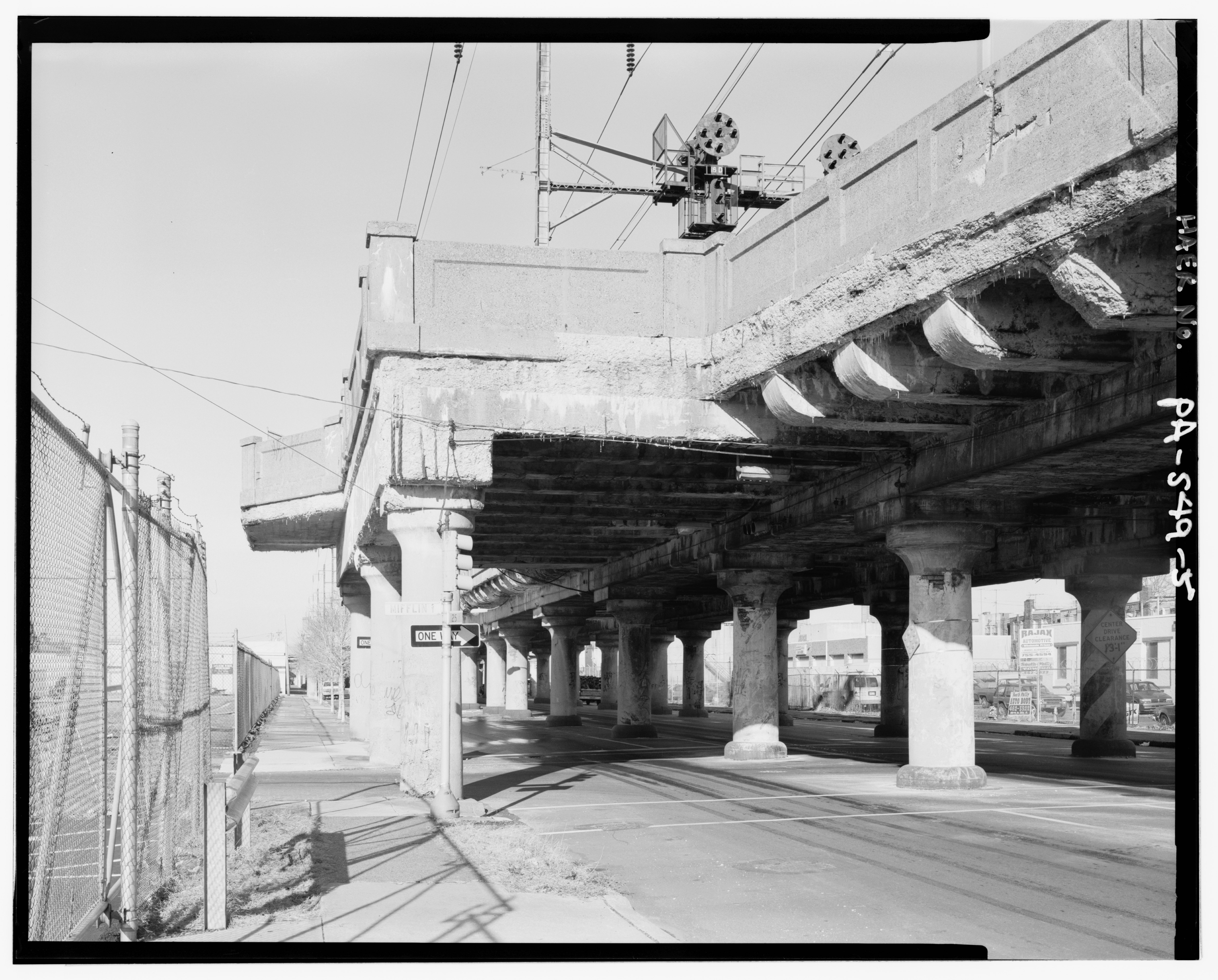
Seitliche Verbreiterung für einen Gleisanschluss

Das Bauwerk ist für drei Gleise ausgelegt und hat eine entsprechende Breite. Darüber hinaus waren an einigen Stellen entlang der Trasse seinerzeit noch Industriebetriebe zu versorgen. Für die entsprechenden Gleisanschlüsse wurde der Viadukt an den jeweiligen Stellen seitlich um entsprechend ausgeformte Tische verbreitert. Allerdings ist keiner dieser Abzweige mehr in Betrieb.
Der Viadukt ist in den letzten Jahren aufgrund seines schlechten Bauzustands in die Kritik geraten.